# Kostel Panny Marie Soucitné
Kostel Panny Marie Soucitné (fr. Église Notre-Dame-de-Compassion) je katolický farní kostel v 17. obvodu v Paříži na náměstí Place du Général-Kœnig. Do roku 1929 se nacházel na území sousedního města Neuilly-sur-Seine.

## Historie
Kostel Panny Marie Soucitné byl postaven v letech 1842-1843 jako kaple svatého Ferdinanda podle plánů královského architekta Pierra Françoise Léonarda Fontaina (1762-1853) na místě domu, ve kterém zemřel princ Ferdinand Filip Orleánský, nejstarší syn francouzského krále Ludvíka Filipa po nehodě jeho kočáru. Dne 13. července 1842 jel Ferdinand Orleánský z Tuileries za svými rodiči do zámku v Neuilly-sur-Seine. Koně se cestou splašili a princ vypadl z kočáru na chodník, kde se těžce poranil. Byl přenesen do nedalekého domu, ve kterém zemřel. Na místě domu byla postavena kaple.
Stavba byla v roce 1964 přenesena o několik metrů kvůli stavbě Kongresového paláce v Paříži. Při této příležitosti byla pod kaplí vybudována podzemní krypta.
Stavba je od roku 1929 chráněná jako historická památka.

## Architektura
Stavba postavená v pseudobyzantském stylu má půdorys řeckého kříže. V podzemí je krypta. V kostele se nachází několik uměleckých děl:
- mramorový kenotaf z roku 1842 prince Ferdinanda Filipa Orleánského, který je pohřben v Dreux. Autorem je francouzský sochař Henry de Triqueti (1803-1874)
- Snímání z kříže od stejného autora
- socha Anděl na modlitbách, jedno z posledních děl princezny a sochařky Marie Orleánské (1813-1839)
- vitráže ze Sèvres podle návrhů Jeana Augusta Dominique Ingrese, uložených v Louvru. Vitráže představují členy rodiny rodiny Orléans